# Velodrom Ohrada
Velodrom Ohrada je zaniklá cyklistická dráha, která se nacházela v Praze 3-Žižkově u křižovatky Ohrada na východním konci cesty po vrchu Vítkov. Na jejím místě je hřiště.

## Historie
Klub českých velocipedistů Žižkov měl od roku 1888 na Ohradě vlastní dráhu, kterou o tři roky později dal přestavět. Ovál měla dlouhý 300 metrů a široký 6 až 8 metrů (v zatáčkách) a údajně byla méně kvalitní, než dráha bubenská. Závodům přihlíželo obecenstvo většinou z prostoru uvnitř dráhy.
Velodrom byl zrušen a od roku 1909 zde již měl svůj první stadion fotbalový klub FC Viktoria Žižkov.